# Silvia Mercado
Silvia Diana Mercado (Comodoro Rivadavia, Chubut, Argentina; 8 de junio de 1959) es una periodista, escritora argentina.

## Trayectoria
Silvia Mercado es periodista, escritora y docente universitaria. Desde 2015 estaba acreditada en la sala de periodistas de la Casa Rosada. En junio de 2024 su acreditación no fue renovada. Luego se dedicó al periodismo, colaborando en una revista de vanguardia para esos tiempos como fue El Porteño,[cita requerida] fundada y dirigida por el periodista Gabriel Levinas. A partir de entonces trabajó en la sección internacional del diario La Voz, como redactora especial en el diario Tiempo Argentino, donde estuvo acreditada en el Congreso Nacional y en el diario Página/12 donde fue periodista política, además de colaborar en las revistas El Periodista, Satiricon y Caras y Caretas, donde finalmente fue jefa de redacción.[cita requerida] Más tarde trabajó en el portal de noticias Infobae y actualmente en el diario El Cronista.
En radio empezó como productora en Radio Continental, para luego ser columnista o conducir gran cantidad de programas. Actualmente, en Radio Ciudad, conduce “Operación Masacre: la rebelión de lo escondido”, un programa de homenaje permanente a los libros escritos por periodistas.
Su primer trabajo en televisión fue con el periodista Jose Ricardo “Pepe” Eliaschev en lo que por entonces se llamaba Argentina Televisora Color (ATC), donde se desempeñó como cronista. Mas recientemente condujo su propio programa, “Mercado sin pulgas” en Crónica TV y trabajó como columnista política en A24 y LN+.Durante más de una década se dedicó a la práctica de comunicación institucional como directora de prensa de la Secretaría de Agricultura, a cargo de Felipe Solá; vocera del Ministro de Economía, Jorge Remes Lenicov; del Ministro de Salud, Ginés González García, y desarrolló desde la embajada argentina en Washington el programa de posicionamiento de la imagen del país, “Made in Argentina”, cuando el embajador era Eduardo Amadeo. También tuvo a cargo la Dirección de Publicidad del gobierno de la Ciudad de Buenos Aires con Jorge Telerman como Jefe de Gobierno.En 2018 fue criticada en las redes sociales cuando justificó el abandono a los rescatistas que le salvaron la vida a funcionarios macristas que fueron abandonados luego de que salvaran la vida de la comitiva presidencial. 
Considerada Silvia Mercado también se vio envuelta en controversias cuando apuntó contra Abuelas de Plaza de Mayo al burlarse de la aparición de un nuevo nieto recuperado en su cuenta de Twitter, que decía: "Las abuelas de Plaza de Mayo encuentran al nieto 128 justo cuando el kirchnerismo está hundido en su mierd. ¿Casualidad? no lo creo, no tengo certezas pero tampoco dudas". Por otro lado, en 2018 fue desmentida por la titular del Comité contra las Desapariciones Forzadas de la ONU cuando publicó una falsa noticia en Infobae donde aseguraba que la titular del Comité contra las Desapariciones Forzadase de la ONU había felicitado al Gobierno de Mauricio Macri por "su compromiso con la justicia y el tratamiento responsable" en las causas que investigan la desaparición de Santiago Maldonado. Sin embargo, Janina Suela, funcionaria de la ONU y titular de la cartera en cuestión, salió a del desmentir a Infobae y aclaró que lo escrito por Silvia Mercado era "simplemente mentira" y que el organismo iba a reaccionar acorde a ello.
Fue coordinadora del Proyecto de Fortalecimiento Comunicacional Interno y Externo de la AFIP y responsable del Diseño de Estrategias de Promoción y Publicidad de Productos Agroalimentarios Argentinos en el Exterior, entre otras tareas.

## Obras
- Peronismo, la mayoría perdida, en coautoría con Mora Cordeu y Nancy Sosa (Sudamericana-Planeta, Buenos Aires, 1985)[10]
- Querido Gordo Cardoso, biografía coral de un periodista extraordinario, en coautoría con Nancy Sosa (EdUNLa Cooperativa, Buenos Aires, 2010)
- El inventor del peronismo. Raúl Apold, el cerebro oculto que cambió la política argentina (Planeta, Buenos Aires, 2013)[11]
- El relato peronista, porque la única verdad no siempre es la realidad (Planeta, Buenos Aires, 2015)[12]